# Ellen Petersen
Pour les articles homonymes, voir Petersen.
Ellen Petersen, aussi connue sous son nom de jeune fille Ellen Hamborg et aussi Ellen Hamborg-Petersen, née le 14 juillet 1974 à Sønderborg, est une joueuse professionnelle de squash représentant le Danemark. Elle atteint en octobre 2001 la 19e place mondiale sur le circuit international, son meilleur classement. Elle remporte 10 titres de championne du Danemark (1994-1995, 1998-2005).

## Biographie
Grande sportive puisqu'elle représente le Danemark en football dans la catégorie des moins de 16 ans, elle découvre le squash à la suite d'un voyage en Australie en tant qu'étudiante à l'âge de 16 ans. Elle suit alors des études de médecine aménagées afin de pouvoir également pratiquer le squash. Depuis 2004, elle exerce comme médecin.

## Palmarès

### Titres
- Championnats du Danemark : 10 titres (1994-1995, 1998-2005)

### Finales
- Open de Kuala Lumpur : 2002